# 説明不能な音の一覧
以下は、未確認、あるいはかつて未確認だった音の一覧である。この記事に掲載されているサウンドファイルはすべて、少なくとも16倍にスピードアップされ、低周波音からより聞き取りやすく再現可能な範囲まで周波数を上げ、凝縮することで明瞭度を高めている。

## 未確認の音
アメリカ海洋大気庁（NOAA）は、赤道付近の太平洋の自律型ハイドロフォンアレイを用いて、以下の未確認音を探知した。

### アプスウィープ

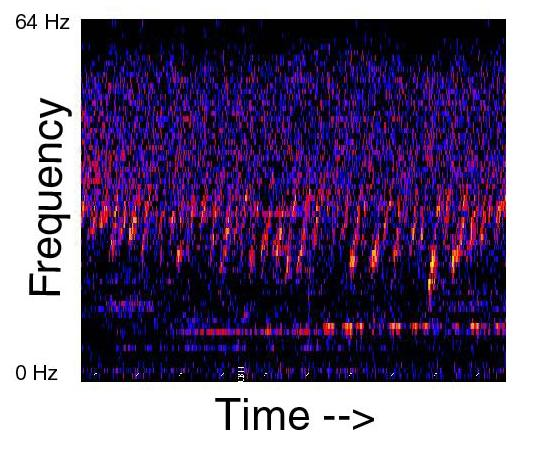
「アプスウィープ」のスペクトログラム

「アプスウィープ（英：Upsweep）」と称される音は、アメリカのNOAAの赤道直下自律型ハイドロフォンアレイで検出された未確認音である。この音は、太平洋海洋環境研究所が1991年8月に音響監視システムSOSUSの記録を開始したときに録音された。この音は、それぞれ数秒間の狭い帯域の上昇音の長い列から構成されている。音は太平洋全域で録音できるほど知名度が高い。
音には季節性があり、一般的に春と秋にピークに達するようだが、これが音源の変化によるものなのか、伝搬環境の季節的変化によるものなのかは不明である。音源は、ニュージーランドと南米の間、南緯54度/西経140度におおよそ位置する。NOAAの科学者・研究者は、この音は海底火山活動ではないかと推測しているが、音量は1991年以来減少している。今はNOAAの赤道直下の自律型ハイドロフォンアレイでかろうじて検出できている。

### ホイッスル

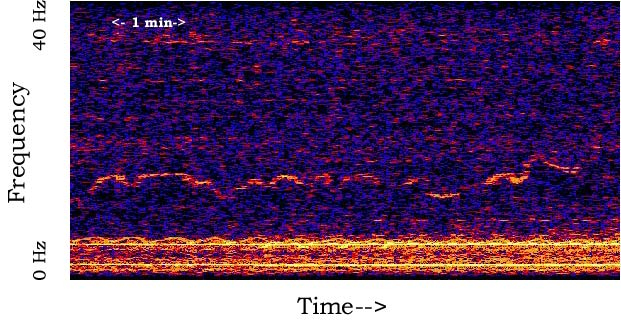
「ホイッスル」のスペクトログラム

「ホイッスル（英：Whistle）」と名付けられたこの音は、1997年7月7日07:30GMTに北緯08度西経110度/北緯8度西経110度に設置された東太平洋自律型ハイドロフォンによって記録された。NOAAによると、ホイッスルは太平洋のマリアナ火山弧で過去に記録された火山性音に類似している。NOAAはまた、発生源の特定には少なくとも3つの録音機器が必要であり、ホイッスルはNWのハイドロフォンのみで録音されたため、検出される前に発生源の火山からかなりの距離を移動した可能性があるとしている。

## かつて未確認だった音

### ブループ

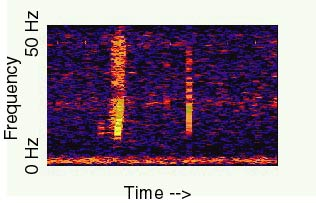
「ブループ」のスペクトログラム

「ブループ（英：Bloop）」とは、1997年にアメリカ海洋大気庁（NOAA）が検出した超低周波で非常に強力な水中音の名称である。この音は、大きな氷山の氷震や、大きな氷山が海底を削るときに発生する音と一致している。
音源は、南米大陸南端の西にある南太平洋の離れた地点にほぼ三角測量され、赤道太平洋自律型ハイドロフォンアレイによって数回検出された。
NOAAの説明によると、"約1分かけて急激に周波数が上昇し、5,000km（3,100マイル）以上の距離で、複数のセンサーで聞こえるのに十分な振幅であった"と記載されている。NOAAのクリストファー・フォックスは、その音源が潜水艦や爆弾のような人工的なものだとは考えていない。ブループの音声プロファイルは生物のそれに似ているが、既知の音とは異なっていたことと、最も大きな音で記録された動物であるシロナガスクジラの数倍の大きさであったことから、その発生源は謎であった。
NOAAのベント・プログラムは、Bloopを大規模な氷震によるものとしている。数多くの氷山地震がBloopと同じようなスペクトログラムを示し、5,000km（3,100マイル）を超える範囲にもかかわらず、氷山地震を発見するのに必要な振幅を示した。これは、2008年初めにサウスジョージア島付近で崩壊した氷山A53aを追跡した際に発見された。これが本当にBloopの起源だとすれば、この音を発生させた氷山はブランズフィールド海峡とロス海の間、あるいは低温信号の発生源として知られる南極のアデア岬にあった可能性が高い。

### ユリア

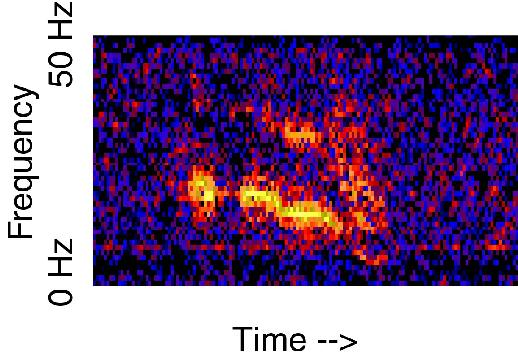
「ユリア」のスペクトログラム

「ユリア（英：Julia）」は1999年3月1日にアメリカ海洋大気庁（NOAA）によって録音された音である。NOAAによると、この音の発生源は南極大陸沖で座礁した大きな氷山である可能性が高いという。この音は、赤道太平洋の自律型ハイドロフォンアレイ全体で聞こえるほど大きく、継続時間は約2分43秒であった。到来方位が不確かなため、発生地点はブランスフィールド海峡とアデア岬の間に絞られている。

### スローダウン

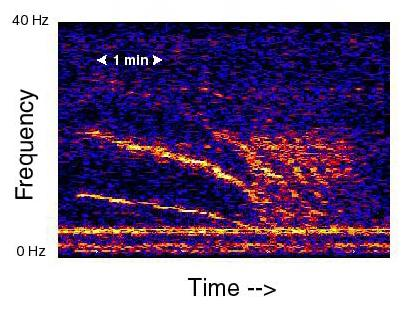
「スローダウン」のスペクトログラム

「スローダウン（英：Slow Down）」とは、1997年5月19日にアメリカ海洋大気庁が赤道太平洋で録音した音である。音の発生源は、大きな氷山が着底したときのものである可能性が高い。
この音は約7分間かけてゆっくりと周波数が下がっていくことから、この名前が付けられた。この音は自律型ハイドロフォンアレイを使って録音された。この音は1997年以来、毎年数回ピックアップされている。この音の起源に関する仮説のひとつは、南極の氷が動いていることである。摩擦による振動のスペクトログラムは、スローダウンのスペクトログラムに酷似している。このことは、音の発生源が陸地を移動する大きな氷床の摩擦によって引き起こされた可能性を示唆している。

### トレイン

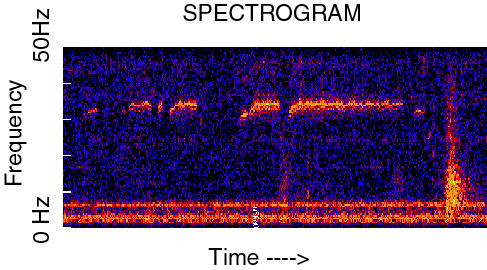
「トレイン」のスペクトログラム

「トレイン（英：Train）」は、1997年3月5日に赤道太平洋の自律型ハイドロフォンアレイで録音された音に付けられた名前である。音は準定常周波数まで上昇する。NOAAによると、この音の発生源は、ロス海のアデア岬付近に着底した非常に大きな氷山である可能性が高いという。